# シミュレーショニズム
シミュレーショニズム（英: simulationism）は、1980年代のニューヨークを中心に広まった美術運動である。近代芸術の唯一性（アウラ）に反対し、大衆芸術のイメージを、カットアップ、サンプリング、リミックスといった手法を用いてアプロプリエーション（appropriation、盗用）することを特徴とする。シミュレーション・アート（simulation art）、アプロプリエーション・アート（appropriation art）とも呼ばれる。
その背景には、ジャン・ボードリヤールが『シミュラークルとシミュレーション』で指摘したように、オリジナルとコピーの区別が消失し、コピーが大量に消費される現代社会の様相がある。シミュレーショニズムはイメージを盗用することによって、オリジナリティという概念を問い直し、オリジナル作品の持つ権威や力を批判的に解体し、イメージと社会的システム（ジェンダー、コマーシャリズム、人種とアイデンティティ、制度化された芸術）との新たな関係へ視点を向ける。
映画の一シーンのような情景を演じたセルフ・ポートレイトを撮影したシンディ・シャーマン、ウォーカー・エバンスの写真を複写して自らの作品としたシェリー・レヴィーン、広告写真を複写し自らの作品としたリチャード・プリンス(Richard Prince)、掃除機をガラスケースに入れ作品として発表したジェフ・クーンズなどが代表的な芸術家とされる。
日本においては、美術評論家の椹木野衣が1991年に著した『シミュレーショニズム ハウス・ミュージックと盗用芸術』における論説が、芸術家などに大きな影響を与えた。[要出典]